# Гея
Ге́я (др.-греч. Γῆ, Γᾶ, Γαῖα — Земля) — древнегреческая богиня Земли. Согласно мифам, произвела на свет небо Уран, от которого затем родила всё живое. При помощи Геи Крон сверг своего отца и стал верховным богом. Впоследствии помогла Зевсу победить Крона. Гея, за исключением нескольких неудачных попыток наказать своего внука Зевса, не принимала активного участия в жизни олимпийских богов, однако давала им советы.
В Элладе Гею воспринимали хранительницей древней мудрости. Именно её предсказания передавал Аполлон пифии в многочисленных оракулах.
Образ Геи использовали современные биологи, предложившие т. н. «гипотезу Геи». Согласно её трактовкам Землю можно воспринимать в качестве суперорганизма, который путём обратных взаимосвязей между живым и неживым мирами поддерживает постоянство среды и необходимые для жизни условия.

## Этимология
Греческое слово Γαῖα (Gaĩa) представляет собой общепринятую форму аттической Γῆ (Gê) и дорической Γᾶ (Gã), обозначавшей «Земля». Происхождение слова неизвестно, возможно, оно имеет доиндоевропейское происхождение. В этимологическом словаре Роберта Бекеса предполагается его возникновение ещё до появления протогреческого языка. В микенском языке Ma-ka, или Ma-ga, обозначало «Мать Земля» и содержало корень «ga».

## Мифы

### Происхождение. Свержение Урана
Гея, или её аналог в Древнем Риме Теллус, в античной греко-римской мифологии мать-земля, от которой произошли олимпийские боги. Согласно «Теогонии» Гесиода (VIII—VII века до н. э.), вначале зародился Хаос, за которым последовали Гея, тёмная бездна Тартар и божество любви Эрос. Таким образом, Гею воспринимали одной из первых четырёх космогонических потенций, из которых впоследствии произошло всё во Вселенной. У Гигина (64 г. до н. э. — 17 г. н. э.) приведена другая версия происхождения Геи. Согласно данному древнеримскому автору земля появилась от детей Хаоса Эфира (воздуха) и Гемеры (дня).
Гея в свою очередь породила небо Уран и божество первоморья Понта. Уран, глядя на спящую мать, пролил на неё оплодотворяющий дождь, после чего она породила деревья, травы, цветы, птиц и животных.
От Урана у Геи родилось множество детей. Среди них 12 или 13 титанов, которых звали:
- братья:
  - Океан;
  - Кой;
  - Крий;
  - Гиперион;
  - Иапет;
  - Крон.
- сёстры:
  - Тейя;
  - Рея;
  - Фемида;
  - Мнемосина;
  - Феба;
  - Тефида
  - Диона.

Кроме титанов от Урана Гея породила одноглазых великанов циклопов Арга, Стеропа и Бронта, а также трёх сторуких пятидесятиголовых великанов гекатонхейров Бриарея, Котта и Диеса. Согласно Диодору (90—30 гг. до н. э.) до титанов Гея родила также куретов.
Уран оказался не самым любвеобильным отцом. Всех своих детей при рождении он сбрасывал в Тартар. Раздосадованная мать уговорила титанов восстать против отца. Самый младший и храбрый Крон получил от неё серп. Спрятавшись в укромном месте, он, когда рядом с Геей возлёг Уран, оскопил отца и выбросил детородный член в море. Пролитая на землю кровь оплодотворила Гею гигантами, богинями мести эриниями, а также нимфами мелиями.

### От низвержения Урана до прихода к власти Зевса
После оскопления Урана титаны покинули Тартар. Верховным богом стал Крон. У Геи от Понта родились правдолюбец и ненавистник лжи Нерей, божество морских чудес Тавмант, бог бурного моря Форкий, Кето и воплощение морской силы Еврибия.
Во время правления Крона Гея перестала принимать активное участие в жизни богов, но помогала им советами. Так, она с Ураном предсказали Крону, что тот будет свергнут кем-то из своих сыновей. Крон, взявший в жёны свою сестру Рею, пожирал при рождении всех её детей. Тогда, беременная Зевсом, титанида обратилась к матери за советом. Именно Гея помогла укрыть младенца от отца, а также посоветовала отдать Крону завёрнутый в пелёнки камень, который тот и проглотил.
Когда Зевс подрос, то смог дать отцу зелье, по версии Гесиода по совету Геи, выпив которое Крон изрыгнул всех ранее проглоченных детей. Между Зевсом с его сёстрами и братьями с одной стороны и титанами — с другой, началась война. Эта битва, вошедшая в мифы под названием титаномахии, длилась десять лет. Гея дала Зевсу пророчество, что он победит только в том случае, если привлечёт к себе в качестве союзников заключённых в Тартаре. Тогда Зевс проник в Тартар и освободил циклопов, а также пятидесятиголовых сторуких гекатонхейров. Циклопы выковали Зевсу молнии, Аиду — шлем, а Посейдону — трезубец. С новым вооружением дети Крона победили титанов, свергли последних в Тартар, поставив сторожить их гекатонхейров. На свадьбу Геры с Зевсом Гея подарила невесте яблоки Гесперид.

### Гигантомахия. Тифон, Пифон и другие чудовища

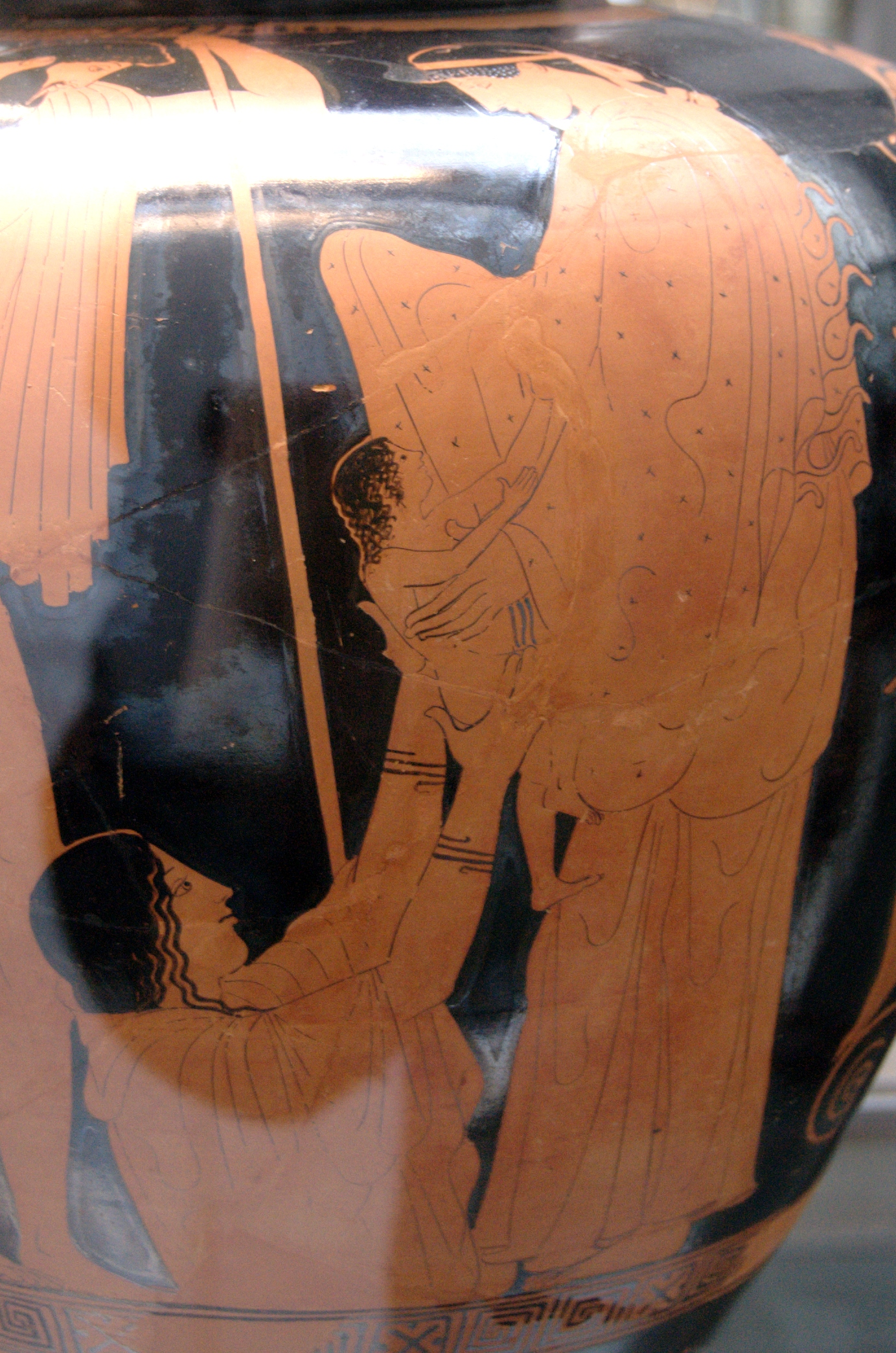
Гея передаёт Афине Эрихтония. Древнегреческая ваза 470—460 гг. до н. э.

Разгневанная судьбой своих детей титанов, Гея решила отомстить олимпийским богам. Она породила гигантов из крови Урана. Те стали бросать в небо скалы и угнали стадо бога Солнца Гелиоса. По велению судьбы боги не могли победить гигантов без помощи смертного. По совету Афины Зевс призвал на помощь Геракла. Гея, видя, что согласно пророчеству гиганты могут проиграть, стала искать волшебную траву, чтобы спасти их от гибели. Зевс в свою очередь приказал богам утренней зари Эос, Солнца Гелиосу и Луны Селене перестать светить. После этого он первым нашёл траву, которая смогла бы спасти гигантов. В ходе битвы, которая получила название гигантомахии, сыновья Геи были побеждены.
После поражения гигантов Гея, воспылав ещё большим гневом, родила от Тартара чудовище Тифона. Оно было настолько грозным, что олимпийские боги, превратившись в различных животных, рыб и птиц, бежали в Египет. В ходе тяжёлой битвы, которую античные источники описывают по-разному, Зевсу удалось победить порождённое Геей чудовище и взгромоздить на него гору Этна в Сицилии.
Кроме Тифона к порождениям Геи относят змея Пифона. Он охранял Дельфийский оракул и был убит Аполлоном. Именно Гею древние греки считали первовещуньей и первой владелицей прорицалища. Аполлон, став его новым хозяином, лишь вещал веления Зевса и Геи через пифию.
Ещё одним ребёнком Геи и Тартара Аполлодор называет Ехидну, породившую в свою очередь других чудовищ, среди которых были и трёхглавый пёс Цербер, Лернейская гидра и др.
От пролитого на землю семени Гефеста Гея родила Эрихтония, и, по версии Гигина, Кекропса, которые имели наполовину человеческое и наполовину змеиное тело. Согласно Гомеру сыном Геи был также великан Титий. Он погиб от стрел Аполлона и Артемиды, когда по наущению Геры пытался обесчестить их мать Лето в Дельфах. К детям Геи Эсхил приписывает многоглазого Аргуса, а Вергилий братьев алоадов.

### Антей
Известность получил миф о сыне Геи Антее и его противоборстве с Гераклом. Антей жил в Ливии, где уничтожал попавших туда чужеземцев. Особенность силы этого порождения Геи состояла в том, что он был неуязвим прикасаясь к земле. Геракл по пути за яблоками гесперид вызвал Антея на бой. Когда он поднял его над землёй, Антей лишился своих сил и был задушен.

## Культ
Древние греки воспринимали Гею в качестве хранительницы древней мудрости, которая знала судьбу, в связи с чем могла отождествляться с Фемидой. В оракулах Аполлон лишь передавал пифии пророчества Геи. Образ матери-земли с её неиссякаемым и бесконечным плодородием частично воплотился и был перенесен на богиню благодетельных сил природы Деметру, а также на «мать богов» Кибелу.
Её почитали в Афинах, Спарте, Дельфах, Олимпии и других уголках Древней Греции. Географ Павсаний во II веке н. э. описал храм Геи на акрополе в Афинах, священный округ в Аттике, святилище богини в Ахее, Элиде и других местах. Особенно подчёркивали расположение кормилицы-земли молодёжи. В Древнем Риме Гею отождествили с местной богиней Теллус, которой совершали жертвоприношения во время праздника посевов.

## В культуре

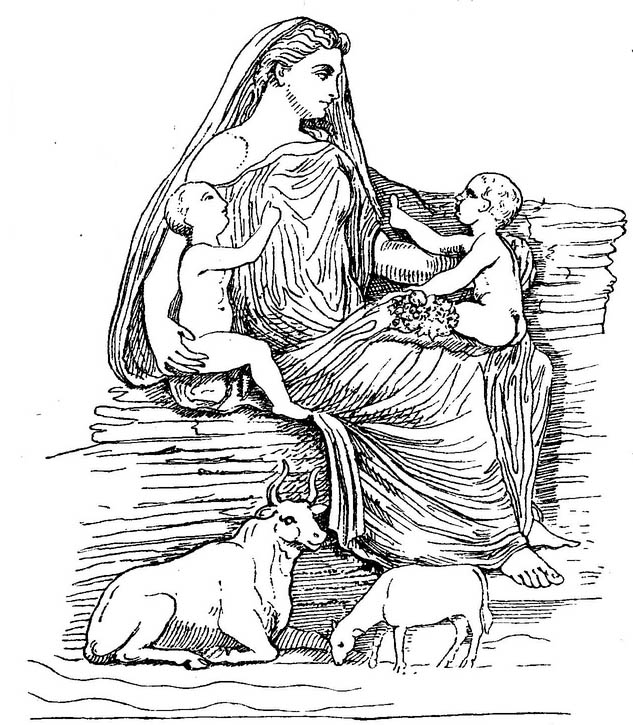
Гея-Куротрофос

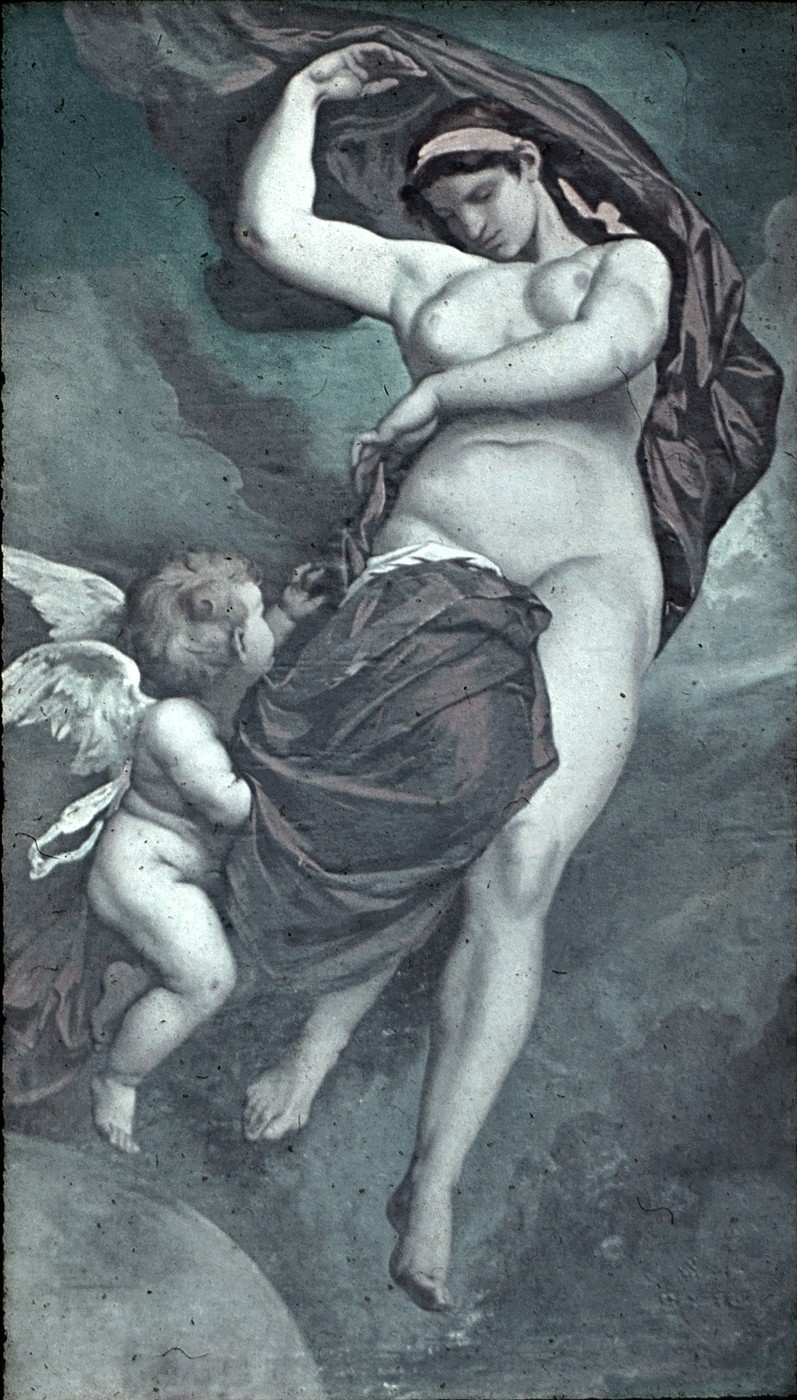
Гея. Ансельм Фейербах, 1875—1876

В античной литературе Гее посвящены XXX гимн Гомера и XXVI орфический гимн. На дошедших до наших дней древнегреческих скульптурах и вазах богиню Земли изображали преимущественно в двух ипостасях. Гею-«Куротрофос» (воспитательницу, кормилицу) окружают дети, животные, рядом с ней лежат плоды, либо она держит рог изобилия. Хтонизм или связь с подземным миром Геи передавали фигурой женщины, наполовину расположенной над поверхностью земли, как бы выходящей из неё.
Образ Геи не нашёл широкого отображения в работах художников и скульпторов Ренессанса, Нового и Новейшего времени. Среди имеющихся изображений следует отметить рисунок немецкого живописца Ансельма Фейербаха, на котором он постарался изобразить сотворение Земли.

## В науке
Образ античной богини использовали современные биологи Джеймс Лавлок и Линн Маргулис. Они выдвинули в 1972 году т. н. «гипотезу Геи», согласно которой Земля представляет собой подобие живого суперорганизма, имеет свойство поддерживать постоянство среды за счёт бессознательно регулируемого взаимодействия органического и неорганического миров. Идея «живой Земли» вызвала интерес у общественности. Сами авторы теории подчёркивали, что речь идёт не о живом существе, а о свойстве поддержания необходимых для жизни условий за счёт механизмов обратной связи между живыми организмами и неживой материей.
Один из крупнейших ударных кратеров спутника планеты Юпитер — Амальтеи, который был обнаружен на снимках космического аппарата «Вояджер-1» в 1979 году, был назван её именем. Именем Геи назван также астероид (1184) Гея, открытый 5 сентября 1926 года немецким астрономом Карлом Райнмутом в Гейдельбергской обсерватории.